# الحر بن یوسف
الحر بن یوسف (انگلیسی: Al-Hurr ibn Yusuf؛ درگذشته ۷۳۱) فرمانروای مصر در دوران خلافت اموی بود.